# Ritratto di un collezionista
Il Ritratto di un collezionista è un dipinto a olio su tavola (89x64 cm) del Parmigianino, databile al 1524 circa e conservato nella National Gallery di Londra.

## Storia
L'opera, con altri quattro lavori attribuiti a Parmigianino, era elencata tra i beni della Guardaroba di Ranuccio Farnese nel 1587, come Ritratto di prete. Una descrizione più dettagliata del 1670, relativa ai beni in Palazzo del Giardino a Parma, conferma che il "prete" fosse proprio l'uomo ritratto nel dipinto londinese: "Ritratto con berretta da prete in capo con officio alla sinistra, et destra sopra un tavolo con medaglie e figure antiche, et dietro alcune figure antiche di chiaro e scuro del Parmigianino". L'opera fu citata anche dal Barro nel 1671.
Raggiunse l'Inghilterra all'inizio dell'Ottocento, nelle collezioni di Lord Radstock, poi venduto a un'asta di Christie's come autoritratto del Parmigianino. Nel 1857 passò nelle raccolte di Lord Strafford a Wrotham Park e solo nel 1977 fu acquistato dal museo londinese.
Il primo a pubblicarlo fu Gamba nel 1940 (fino ad allora era stato ignorato negli studi su Parmigianino) sulla rivista Emporium, assegnandolo però al soggiorno romano dell'artista. La critica successiva ha leggermente anticipato la datazione agli anni attorno al 1524, in base a confronti stilistici con opere di quel periodo. In particolare il bassorilievo ricorderebbe quello nell'affresco delle Sante Lucia e Apollonia di San Giovanni Evangelista, mentre la resa realistica del soggetto richiama il Ritratto di Galeazzo Sanvitale.
Del dipinto esistono almeno due copie antiche, una nei depositi degli Uffizi (inv. 3971) e una al Walker Art Center di Minneapolis.

## Descrizione e stile
Freedberg, nel 1950, fu il primo a chiarire come il personaggio, rappresentato a mezza figura di tre quarti, appoggiato a un tavolo, fosse stato identificato come un prelato senza motivo, ipotizzando che rappresentasse invece il cavalier Francesco Baiardi. Oggi si ritiene che rappresenti un collezionista e che l'oggetto che ha generato l'equivoco, più che il cappello (un berretto nero a tese ribaltate) fosse stato il libro tenuto in mano, un ben preciso libro d'ore, l'Offiziolo Durazzo oggi nella Biblioteca Berio di Genova.  Si tratta di un libro miniato circa vent'anni prima da Francesco Marmitta, pittore di Parma, già erroneamente indicato come maestro del Parmigianino (Grapaldo, 1506, e Lanzi, 1796). L'effigiato quindi potrebbe essere quindi il proprietario di allora, che Mezzetti (1965) riconobbe anche in un ritratto della collezione Bergstein esposto a Londra nel 1984 e attribuito con riserva a Dosso Dossi da Mendhelson (1914).
L'uomo, col busto di tre quarti verso destra e il volto ruotato verso lo spettatore (ma gli occhi evitano il contatto visivo volgendo a sinistra) è illuminato fortemente da una fonte di luce frontale, che evidenzia un incarnato liscio, dai toni quasi smaltati, e indossa un ampio mantello nero bordato di pelliccia, vero oggetto di lusso, oltre al cappello dello stesso colore. I capelli sono lunghi e a caschetto, coprenti le orecchie, incorniciando uno sguardo attento e altero, che ispira fierezza, nobiltà e integrità morale. La sinistra regge l'Offiziolo, dalla legatura finemente decorata, e la destra è appoggiata sul tavolo, con un anello d'oro con pietra preziosa al mignolo, vicina a un bronzetto all'antica di una divinità o una personificazione femminile (forse Cerere), tre medaglie di bronzo e un'antica moneta argentea. Tali oggetti chiariscono gli interessi raffinati del gentiluomo. Sullo sfondo si vede a sinistra, ben illuminato, un bassorilievo di Marte, Venere e Cupido, tema neoplatonico, mentre la parte sinistra è occupato da un paesaggio. Più che a una finestra, che avrebbe l'imposta particolarmente bassa, verrebbe da pensare piuttosto a un quadro nel quadro, mostrante un albero frondoso e un cielo all'aurora.